# خوکوتپک
خوکوتپک (به اسپانیایی: Jocotepec) یک منطقهٔ مسکونی در مکزیک است که در خالیسکو واقع شده‌است. خوکوتپک ۳۸۴٫۳۶ کیلومتر مربع مساحت و ۳۷٬۹۷۲ نفر جمعیت دارد.